# Гаррі Мітчел
Гарольд Джеймс «Гарі» Мітчел, більш відомий як Гарі Мітчел (англ. Harold James «Harry» Mitchell, 5 січня 1898, Тівертон, Девон, Велика Британія — 8 лютого 1983, Туікенем, Лондон, Велика Британія) — британський боксер, чемпіон Олімпійських ігор в Парижі (1924) в напівважкій вазі.

## Спортивна кар'єра
Взяв участь в Олімпійських іграх в Парижі (1924), де завоював золоту медаль.
У напівважкій вазі в турнірі брало участь 20 чоловік. Допускалося участь двох представників від кожної країни.